# Ariamnes cylindrogaster
Ariamnes cylindrogaster là một loài nhện trong họ Theridiidae.
Loài này thuộc chi Ariamnes. Ariamnes cylindrogaster được Eugène Simon miêu tả năm 1889.

## Hình ảnh

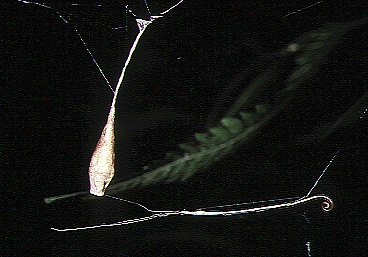